# Eurypygiformes
Eurypygiformes is een orde van vogels. De orde telt 2 soorten.
De familie Eurypygidae werd eerst tot de orde waartoe de kraanvogels behoorden gerekend. Het DNA-onderzoek van Hackett et al. (2008) biedt echter een heel andere blik op de verwantschap van deze taxa. De zonneral en de kagoe zijn onderling verwant, maar niet verwant aan de andere kraanvogelachtigen. In plaats daarvan vormen zonneral en kagoe een eigen orde en deze orde is een zustergroep van de nachtzwaluwachtigen en de gierzwaluwachtigen (kolibries en gierzwaluwen).

## Taxonomie
- Familie Rhynochetidae
  - Geslacht Rhynochetos (kagoes)
    - Rhynochetos jubatus (kagoe)
    - †Rhynochetos orarius (alleen als fossiel bekend)
- Familie Eurypygidae
  - Geslacht Eurypyga
    - Eurypyga helias (Zonneral)

Accipitriformes (roofvogels en gieren, exclusief valken) · Aegotheliformes (dwergnachtzwaluwen) · Anseriformes (eendachtigen) · Apodiformes (gierzwaluwen en kolibries) · Apterygiformes (kiwi's) · Bucerotiformes (neushoornvogels) · Caprimulgiformes (nachtzwaluwen) · Cariamiformes (seriema's) · Casuariiformes (kasuarissen en emoe) · Charadriiformes (steltloperachtigen) · Ciconiiformes (ooievaarachtigen) · Coliiformes (muisvogels) · Columbiformes (duiven) · Coraciiformes (scharrelaars) · Cuculiformes (koekoekachtigen) · Eurypygiformes (kagoe en zonneral) · Falconiformes (valken en caracara’s) · Galliformes (hoenderachtigen) · Gaviiformes (duikers) · Gruiformes (kraanvogelachtigen) · Leptosomiformes (koerol) · Mesitornithiformes (steltrallen) · Musophagiformes (toerako's) · Nyctibiiformes (reuzennachtzwaluwen) · Opisthocomiformes (hoatzin) · Otidiformes (trappen) · Passeriformes (zangvogels) · Pelecaniformes (pelikanen, reigerachtigen, ibissen en lepelaars) · Phaethontiformes (keerkringvogels) · Phoenicopteriformes (flamingo's) · Piciformes (spechtachtigen) · Podargiformes (kikkerbekken) · Podicipediformes (futen) · Procellariiformes (buissnaveligen) · Psittaciformes (papegaaiachtigen) · Pterocliformes (zandhoenders) · Rheiformes (nandoes) · Sphenisciformes (pinguïns) · Steatornithiformes (vetvogel) · Strigiformes (uilen) · Struthioniformes (loopvogels o.a. struisvogel) · Suliformes (slangenhalsvogels, fregatvogels, aalscholvers en janvangenten) · Tinamiformes (stuithoenders) · Trogoniformes (trogons)

 Portaal Vogels · Indeling van de vogels